# Robert Heffernan
Robert Heffernan (Cork, Irlanda, 28 de febrero de 1978) es un atleta irlandés, especialista en la prueba de 50 km marcha, con la que llegó a ser campeón mundial en 2013.

## Carrera deportiva
En el Mundial de Moscú 2013 gana la medalla de oro en los 50 km marcha, por delante del ruso Mikhail Ryzhov y del australiano Jared Tallent. Asimismo ganó la medalla de bronce en la misma prueba en las Olimpiadas de Londres 2012.